# Udo Lehmann
Udo Lehmann (Eilenburg, RDA, 28 de mayo de 1973) es un deportista alemán que compitió en bobsleigh en la modalidad cuádruple.
Ganó dos medallas en el Campeonato Mundial de Bobsleigh, oro en 2004 y bronce en 1995, y cinco medallas en el Campeonato Europeo de Bobsleigh entre los años 1995 y 2004.

## Palmarés internacional
| Campeonato Mundial | Campeonato Mundial         | Campeonato Mundial | Campeonato Mundial |
| Año                | Lugar                      | Medalla            | Prueba             |
| ------------------ | -------------------------- | ------------------ | ------------------ |
| 1995               | Winterberg (Alemania)      | Medalla de bronce  | Cuádruple          |
| 2004               | Königssee (Alemania)       | Medalla de oro     | Cuádruple          |
| Campeonato Europeo |                            |                    |                    |
| Año                | Lugar                      | Medalla            | Prueba             |
| 1995               | Altenberg (Alemania)       | Medalla de bronce  | Cuádruple          |
| 1999               | Winterberg (Alemania)      | Medalla de bronce  | Cuádruple          |
| 2001               | Königssee (Alemania)       | Medalla de oro     | Cuádruple          |
| 2002               | Cortina d'Ampezzo (Italia) | Medalla de bronce  | Cuádruple          |
| 2004               | Sankt Moritz (Suiza)       | Medalla de oro     | Cuádruple          |